# Onychogomphus rappardi
Onychogomphus rappardi is een libellensoort uit de familie van de rombouten (Gomphidae), onderorde echte libellen (Anisoptera).
De soort staat op de Rode Lijst van de IUCN als onzeker, beoordelingsjaar 2007. Oorzaak van deze status was dat de soort sinds 1936 niet meer was waargenomen. Inmiddels is de soort herontdekt op twee locaties in het noorden van Sumatra (2022, 2024). [in te voegen referentie: Bal, D. (2024). Rediscovery of the Sumatran Endemics Onychogomphus rappardi (Odonata: Gomphidae) and Herona sumatrana sumatrana (Lepidoptera: Nymphalidae), with Notes on Observations of Other Rare Butterflies and Moths from the North of Sumatra. BIO PALEMBANICA, 1(2), 48–58. https://doi.org/10.36982/bio.v1i2.4921]
De wetenschappelijke naam van de soort is voor het eerst geldig gepubliceerd in 1937 door Lieftinck.